# Arteterapia

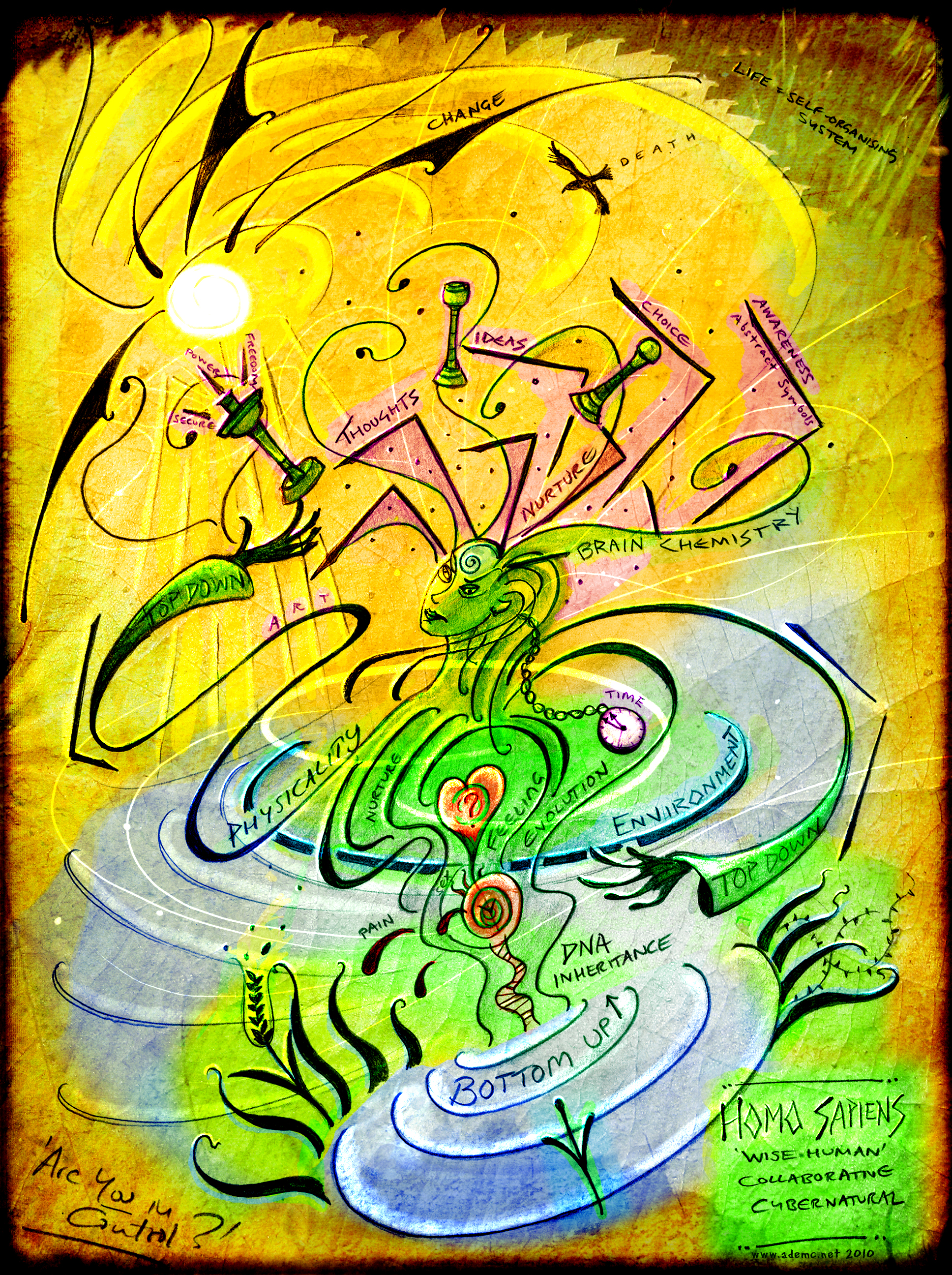
Campbell-Wewnętrzne siły człowieka

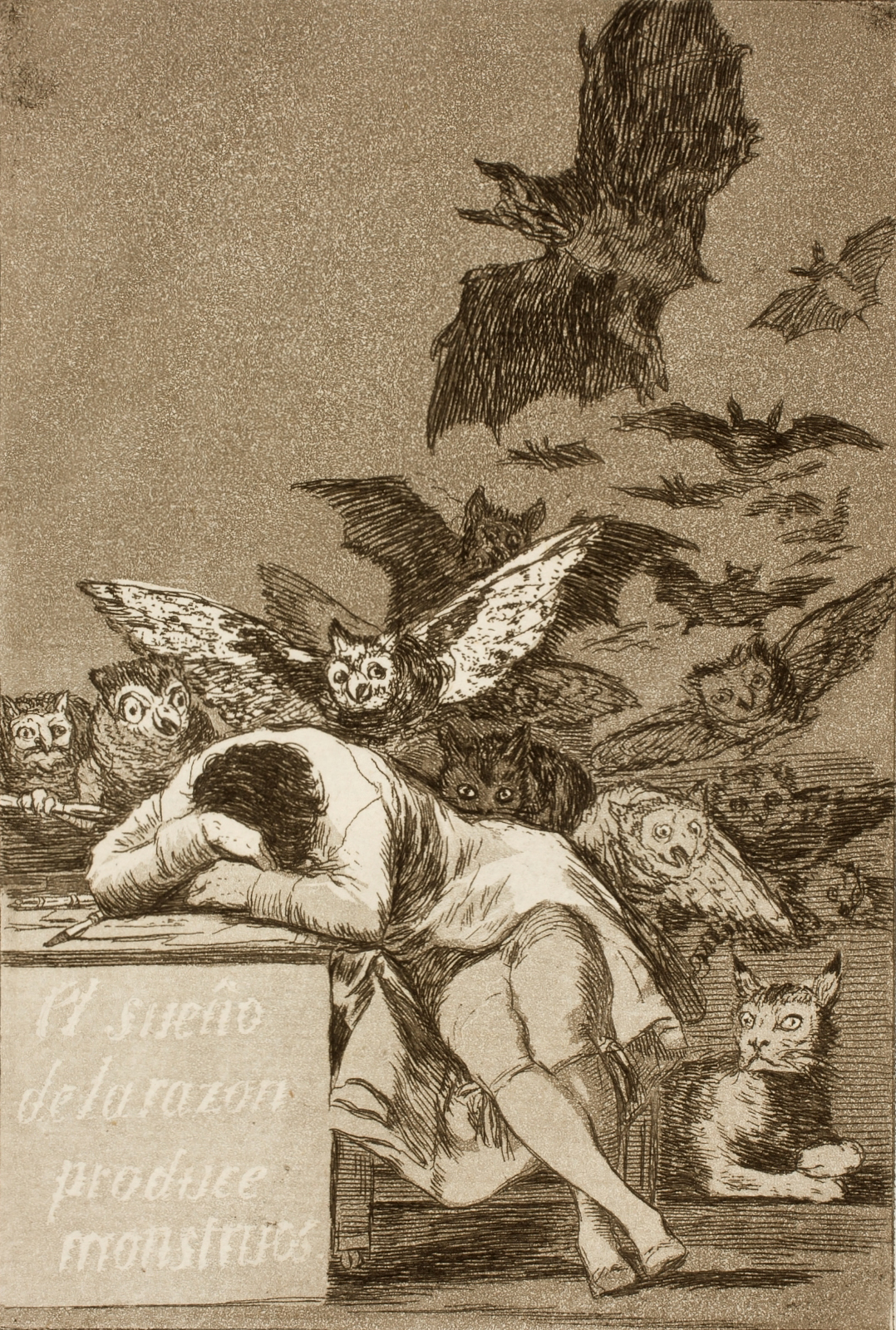
Goya – Gdy rozum śpi, budzą się demony

Arteterapia lub też artterapia (arte z łac. ars sztuka i terapia) – leczenie przez sztukę.
Termin „arteterapia” składa się z dwóch części (bardziej widoczne jest to w języku angielskim: art therapy), co sugeruje, że jest to działanie bazujące na dwóch równoważnych elementach: sztuce (twórczości) i terapii. Uważa się, że osobą, która po raz pierwszy użyła terminu „arteterapia” w celu określenia działania polegającego na zastosowaniu twórczości w terapii był pracujący w Wielkiej Brytanii artysta Adrian Hill. W podobnym czasie Margaret Naumburg – psycholog o orientacji psychoanalitycznej, stosowała termin arteterapia do opisu swojej pracy z pacjentami w Stanach Zjednoczonych.
Zgodnie z definicją Brytyjskiego Stowarzyszenia Arteterapeutów (The British Association of Art Therapists (BAAT) arteterapia jest formą psychoterapii – art psychotherapy), która traktuje media artystyczne jako podstawowy sposób komunikacji. We wspierającym środowisku, któremu sprzyja relacja terapeutyczna, uczestnik arteterapii może tworzyć obrazy i obiekty, w celu ich eksploracji oraz dzielenia się znaczeniami, które mogą być z nich odczytane. Dzięki temu osoba może lepiej zrozumieć siebie oraz naturę swoich problemów i trudności. To z kolei może prowadzić do pozytywnej trwałej zmiany w jego postrzeganiu siebie, w aktualnych relacjach oraz ogólnie rozumianej jakości życia.
Uczestnicy sesji arteterapii nie muszą posiadać zdolności artystycznych ani wcześniejszych doświadczeń. Terapeuta nie koncentruje się bowiem w pierwszym rzędzie ani na wartościach estetycznych wytworzonych obiektów, ani na ich aspekcie diagnostycznym. Kontekst psychoterapeutyczny, z właściwymi mu czynnikami leczącymi, stanowi podstawową różnicę pomiędzy arteterapią a zajęciami plastycznymi czy terapią zajęciową. Głównym celem arteterapii jest umożliwienie klientowi dokonania zmiany, wzrostu, rozwoju osobistego poprzez stosowanie materiałów artystycznych w bezpiecznych i sprzyjających temu warunkach. Kluczową rolę w arteterapii odgrywa relacja terapeutyczna, która różni się od relacji w tradycyjnych formach psychoterapii, ponieważ zachodzi między pacjentem, osobą uczestniczącą (klientem/ pacjentem) i dziełem. Ta forma terapii może być szczególnie użyteczna dla osób, które mają trudności z wyrażeniem swoich myśli i uczuć drogą werbalną.
Amerykańskie Stowarzyszenie Arteterapii (The American Art Therapy Association) podkreśla, że arteterapia jest profesją (zawodem), który wykorzystuje proces tworzenia do podniesienie poziomu fizycznego, umysłowego i emocjonalnego dobrostanu osób w każdym wieku. Arteterapia opiera się na założeniu, że proces twórczy służący autoekspresji pomaga ludziom rozwiązywać problemy i konflikty, rozwijać umiejętności interpersonalne, kierować własnym zachowaniem, redukować stres, podnosić samoocenę i samoświadomość oraz osiągać wgląd. Arteterapia w takim rozumieniu integruje różne pola ludzkiego rozwoju; łączy sztuki wizualne (rysunek, malarstwo, rzeźba i inne formy wizualne)i wiedzę o procesie twórczym z modelami doradztwa personalnego i psychoterapią.

## Zawód arteterapeuty
W Stanach Zjednoczonych programy arteterapeutyczne stosowane są w licznych, zróżnicowanych środowiskach takich jak: szpitale, kliniki, placówki publiczne i społecznościowe, centra odnowy biologicznej, instytucje edukacyjne oraz w prywatna praktyka terapeutyczna. Arteterapeuci są profesjonalistami o stopniu magistra, posiadającym wykształcenie w arteterapii lub pokrewnej dziedzinie. Wymagania dotyczące edukacji arteterapeuty obejmują: znajomość teorii arteterapii, doradztwa personalnego i psychoterapii; świadomość problemów etycznych i standardów postępowania w praktyce terapeutycznej; umiejętność oceny i ewaluacji terapii; znajomość technik pracy indywidualnej, grupowej i rodzinnej; wiedza o twórczym rozwoju osobistym i samorealizacji; wiedza na temat wielokulturowości; znajomość metod badawczych; praktyczne doświadczenie w środowisku klinicznym, społecznościowym lub innym. Arteterapeuci posiadają umiejętność stosowania technik pochodzących z wielu różnorodnych form twórczości plastycznej (rysunek, malarstwo, rzeźba, i inne środki wyrazu).
W Europie (UE) jedynie w dwóch krajach arteterapeuci, a właściwie Arts therapist in the health service posiadają status zawodu regulowanego. W Polsce arteterapii nie regulują zapisy prawa. Liczne warsztaty i kursy podyplomowe kierowane są zarówno do osób wykorzystujących tę formę terapii w edukacji oraz rehabilitacji fizycznej i psychicznej.
Arteterapeuta w Klasyfikacji zawodów i specjalności dla potrzeb rynku pracy ma symbol 323013.
Kompetencje arteterapeutów mogą potwierdzić stowarzyszenia zrzeszające specjalistów określonych dziedzin, jak np. Polskie Stowarzyszenie Choreoterapii – PTT w Poznaniu, które potwierdza kompetencje zawodowe choreoterapeutów, czy też Stowarzyszenie Arteteraputów Polskich „KAJROS”, w którym można się ubiegać o Certyfikat Arteterapeuty Szkolnego lub Certyfikat Edukatora Arteterapii (między innymi na podstawie świadectwa ukończenia określonych studiów z zakresu arteterapii oraz udokumentowanego doświadczenia zawodowego). SAP „Kajros” wydaje certyfikaty potwierdzające kompetencje arteterapeuty w poszczególnych dziedzinach: arteterapia wizualna, muzykoterapia, choreoterapia, terapia ruchem, biblioterapia, drama – zależnie od tego, jaki rodzaj działań jest dla określonego arteterapeuty reprezentatywny. Dzięki Stowarzyszeniu Arteterapeutów Polskich Kajros można się znaleźć na europejskiej liście arteterapeutów.
Od 2012 roku ruszyła certyfikacja muzykoterapeutów prowadzona przez powołane w tym celu Polskie Stowarzyszenie Muzykoterapeutów (PSMT). Proces certyfikacji opracowany i kierowany przez Polskie Stowarzyszenie Muzykoterapeutów przy wsparciu Komisji Edukacji i Szkolenia Muzykoterapeutów Światowej Federacji Muzykoterapii (Commission on Education and Training, WFMT) ma na celu wyłonienie i rekomendowanie instytucjom państwowym, prywatnym, placówkom terapeutycznym, leczniczym, edukacyjnym muzykoterapeutów dobrze wykonujących swoją pracę. W skład Komisji Certyfikacyjnej wchodzą uznani specjaliści z zakresu muzykoterapii z Polski i zagranicy.

## Zastosowanie arteterapii
Arteterapia stosowana jest nie tylko jako terapia, której zadaniem jest terapia lecznicza (wspomagająca proces leczenia), często jest stosowana także jako metoda rozwoju osobistego.
Stosowana jest między innymi w pomocy dzieciom, osobom dorastającym, dorosłym i osobom w okresie późnej dorosłości, grupom społecznym i rodzinom, w leczeniu: lęków, depresji, innych zaburzeń afektywnych, nerwic, uzależnień, problemów w relacjach rodzinnych, w przypadkach nadużycia seksualnego i przemocy domowej, w trudnościach społecznych i emocjonalnych związanych z niepełnosprawnością i chorobą, w traumach i przeżyciach straty, przy problemach fizycznych, poznawczych i neurologicznych, oraz trudnościach psychospołecznych związanych z chorobami somatycznymi (np. chorobami nowotworowymi). Coraz częściej wykorzystywana jest również w profilaktyce społecznej, w tym w pracy z osobami zagrożonymi wykluczeniem społecznym.

## Przebieg sesji

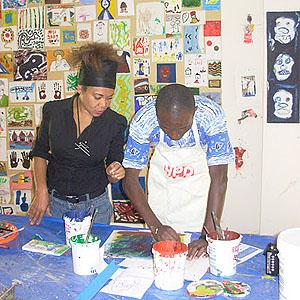
Dakar – sesja terapeutyczna

Cathy Malchiodi (2006) ukazuje specyfikę udziału w sesji arteterapeutycznej i czym różni się w tym od typowej lekcji plastyki. „W większości sesji arteterapeutycznych, nacisk kładziony jest na wewnętrzne doświadczenie – sposób odczuwania i postrzegania świata oraz wyobraźnię”. Podczas arteterapii może występować nauczanie nowych umiejętności i technik plastycznych, jednak skierowana jest ona raczej na rozwijanie i wydobywanie obrazów pochodzących z wnętrza osoby, niż na odtwarzanie obrazów i obiektów odbieranych przez osobę ze świata zewnętrznego. Tak jak podczas tradycyjnej lekcji plastyki zadaniem jest odtwarzanie rzeczywistych obiektów lub ich wyobrażeń poprzez rysowanie lub malowanie, tak w arteterapii wewnętrzny świat obrazów, wizji, odczuć, myśli i pomysłów jest ważniejszy niż rzeczywiste doświadczenie.
Słowo „terapia” pochodzi od greckiego słowa therapeia, oznaczającego troszczenie się, pomoc, obserwowanie i zajmowanie się czymś. To określenie uwypukla dwie strony procesu arteterapeutycznego. W większości przypadków wygląda on tak, że wykształcony profesjonalista opiekuje się jednostką, która tworzy własne dzieło. Pomoc profesjonalisty i jego przewodnictwo są w tym działaniu kluczowe dla procesu terapeutycznego. Wspierająca relacja jest potrzebna, by przeprowadzić osobę przez proces twórczy, pomagając jej znaleźć i odkryć jego indywidualne znaczenie na każdym etapie. Drugim ważnym aspektem jest dbałość samej jednostki o proces twórczy i nadawanie mu osobistego znaczenia, np. poprzez tworzenie historii o tym dziele, jego opis, subiektywną interpretację jego znaczenia. Niewiele form terapii w tak dużym stopniu zależy od aktywnego uczestnictwa osoby (s.24). „W arteterapii terapeuta wspomaga i ułatwia eksplorację zarówno różnych materiałów, jak i treści narracji na temat dzieła stworzonego podczas sesji”.
Arteterapia w szerokim rozumieniu wykorzystuje do celów terapeutycznych formy plastyczne, muzyczne, literackie i teatralne. Daje możliwość symbolicznego wyrazu trudnych przeżyć, doświadczeń i emocji w bezpiecznych warunkach, bez mówienia „wprost”, pomaga nazwać problem i obniżyć napięcie.

## Metody i techniki szeroko rozumianej arteterapii (terapii przez sztukę)
- Rysunek:

Rysowanie kredkami ołówkowymi, świecowymi, pastelami, ołówkiem, kredą lub węglem.
- Malarstwo:

Malowanie farbami plakatowymi, akwarelą, witrażowymi, olejnymi, farbami do szkła, farbami window collors lub tuszem kreślarskim.
- Grafika:

Wykonuj się gipsoryt, linoryt, drzeworyt, monotypia lub druk strukturalny.
- Rzeźba:

Wykonujemy prace z masy plastycznej np. masa solna, glina, modelina, plastelina, masa papierowa, wosk itp. lub rzeźbimy w drewnie i innych twardych materiałach. Stosujemy papiero-plastykę, origami – motywy postaci, przedmiotów, kwiatów lub laurki.
- Sztuki użytkowe:

Witraż – na okna, drzwi, butelki itp., fotografia, plakat, projekty okładek, opakowania, ulotki reklamowe. Collage – wycinanie, wyklejanie, wydzieranie z papieru i tworzenie pracy łączonej różnymi technikami plastycznymi.
- Zdobnictwo i dekoratorstwo:

Ikebana – układanie kompozycji z suszonych i żywych kwiatów, roślin, owoców oraz darów natury, np. kory drzewa, szyszek, mchu, muszli, drewna, piór itp., kompozycje w wazonie, w ramach obrazów, koszykach. Dekoracje okolicznościowe, świąteczne, np. stroiki Wielkanocne, Bożonarodzeniowe, wycinane ozdoby z papieru z okazji świąt i uroczystości. Zdobienie różnych przedmiotów, np. ramek.
- Muzykoterapia:

Stosujemy muzykoterapię bierną – muzyka aktywizująca, relaksacyjna, trening relaksacyjny Schultza lub muzykoterapia czynna – muzykowanie pacjentów (instrumenty Orffa, gitara i inne), nauka śpiewania nowych piosenek, śpiewanie utworów znanych i lubianych, popularnych ludowych czy biesiadnych.
- Biblioterapia:

Czytanie głośne fragmentów lub całości książki (dla bajek Bajkoterapia) (tekstu) przez pacjentów i rozmowa po przeczytaniu. Słuchanie tekstów biblioterapeutycznych (aktywizujących bądź relaksacyjnych), oraz poradnictwo biblioteczne – propozycje do samodzielnego czytania i rozmowa po przeczytaniu w formie np. wieczorów poezji.
- Filmoterapia:

Projekcja filmów i dyskusja po niej. Nagrywanie filmów
- Teatroterapia:

Stosujemy psychodramę, drama, pantomima (scenki pantomimiczne) i oglądanie spektakli.
- Choreoterapia:

Stosujemy taniec, ćwiczenia muzyczno-ruchowe i improwizacje ruchowe przy muzyce.

## Krytyka
Efektywność arteterapii rzadko sprawdzana jest w randomizowanych i kontrolowanych eksperymentach. Istniejące badania dają mieszane wyniki i postuluje się o zwiększenie ich ilości i jakości. Najwięcej badań dotyczy pacjentek zmagających się z rakiem piersi i w ich wypadku ustalenia wskazują na potencjalnie pozytywny wpływ terapii na objawy lęku, depresji i zmęczenia. Badania z udziałem pacjentów z różnymi typami raka również powiązują arteterapię z lepszym funkcjonowaniem psychicznym, ale dowody te są niższej jakości. Inne populacje pacjentów medycznych prawie nie są badane. Brakuje również wystarczającej ilości, dobrych jakościowo i jednoznacznych dowodów na efektywność w wypadku zaburzeń lękowych, depresji czy schizofrenii. Istnieją ograniczone dowody na pozytywny wpływ na funkcjonowanie emocjonalne i poznawcze osób starszych, również zmagających się z depresją. Niejednoznaczne są dowody na efektywność arteterapii stosowanej wśród dzieci.